# Ernest Lavisse
Ernest Lavisse (Le Nouvion-en-Thiérache, 17 de diciembre de 1842 - París, 18 de agosto de 1922) fue un historiador francés. 

## Biografía
Hijo de unos modestos comerciantes, fue alumno de la École Normale Supérieure en 1862, luego entró en Escuela Militar Especial de Saint-Cyr.
Presentado por el ministro e historiador Victor Duruy, Lavisse fue preceptor del príncipe imperial en 1868, gracias a la recomendación de Duruy además de ser miembro de su gabinete en el año 1869. 
Decidió trabajar por su país estudiando el funcionamiento del sistema universitario de Alemania. Durante tres años estudió sobre la historia y los orígenes de Prusia, un tema que sería su especialidad. Una de sus dos tesis, La Marche de Brandebourg sous la monarchie ascanienne, anuncia sus futuros trabajos y la mayoría de los estudios originales: Études sur l’histoire de Prusse (1879), Trois empereurs d’Allemagne, Guillaume Ier, Frederic III, Guillaume II (1888), y, finalmente, dos libros sobre Federico el Grande en 1891 y 1893: La Jeunesse du Grand Frederic y Le Grand Fréderic avant l’avènement.

## Obras principales
- Étude sur l’histoire de la Prusse (1879)
- Essai sur l'Allemagne impériale (1881)
- Trois Empereurs d’Allemagne (1888)
- La Jeunesse du Grand Frédéric (1891)
- Le Grand Frédéric avant l’avènement (1893)
- Histoire de France depuis les origines jusqu’à la Révolution (1901)
- Histoire de la France contemporaine depuis la Révolution jusqu'à la paix de 1919 (1920-1922)
- Instruction morale et civique, ou Philosophie pratique psychologique, logique, morale... : à l'usage des écoles normales primaires, des lycées et collèges de jeunes filles, des élèves de l'enseignement spécial et des candidats au baccalauréat ès sciences.Texto disponible (en francés)